# Iaste

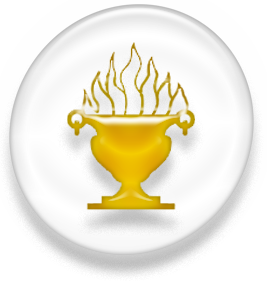
Symbol of Zoroastrianism, white, & golden version.

Iaste (Yašt) são uma coleção de vinte e um hinos em avéstico que louvam as divindades do panteão zoroastrista. Podem ser dedicados a uma divindade particular e podem ser recitados por qualquer membro da sociedade, sacerdote ou leigo, homem ou mulher. Nesse ponto, os Iastes divergem do Iasna, que celebra todo o panteão e é utilizado apenas pelos sacerdotes dentro do templo de fogo. Historicamente, contudo, os Iastes faziam parte do já perdido alto ritual sacerdotal (Bagã Iasne), sendo intercalados com o Visperade. De acordo com Almut Hintze, vários autores consideram que a provável mais antiga menção aos Iastes foi feita por Heródoto em suas Histórias (I.132) ao comentar que um mago recitou uma teogonia durante um sacrifício.